# Pumora
Pumora là một chi bướm đêm thuộc họ Noctuidae.